# Lettlands damlandslag i volleyboll
Lettlands damlandslag i volleyboll representerar Lettland i volleyboll på damsidan. Laget har deltagit i EM tre gånger och som bäst blivit åtta (1997).

### Fotnoter
1. ↑  ”1992/1993 Senior European Championships” (på engelska). Confédération Européenne de Volleyball. https://www-old.cev.eu/Competition-Area/CompetitionStandings.aspx?ID=309. Läst 26 februari 2023.
2. ↑  ”1994/1995 Senior European Championships” (på engelska). Confédération Européenne de Volleyball. https://www-old.cev.eu/Competition-Area/CompetitionStandings.aspx?ID=310. Läst 26 februari 2023.
3. ↑  ”1996/1997 Senior European Championships” (på engelska). Confédération Européenne de Volleyball. https://www-old.cev.eu/Competition-Area/CompetitionStandings.aspx?ID=364. Läst 26 februari 2023.
4. ↑  ”CEV Volleyball European Silver League 2021  -  Women” (på engelska). Confédération Européenne de Volleyball. https://www-old.cev.eu/Competition-Area/competition.aspx?ID=1297&PID=-2. Läst 23 oktober 2022.
5. ↑  ”CEV Volleyball European Silver League 2023  -  Women” (på engelska). Confédération Européenne de Volleyball. https://www-old.cev.eu/Competition-Area/competition.aspx?ID=1477&PID=-2. Läst 14 juli 2023.
6. ↑  ”CEV Volleyball European Silver League 2024  -  Women” (på engelska). Confédération Européenne de Volleyball. https://www.cev.eu/national-team/european-leagues/european-silver-league/women/2024/. Läst 20 juni 2024.
7. ↑  Todor Krastev (21 mars 1997). ”Women Volleyball XX European Championship 1997 Brno (CZE) 27.09 - 05.10 Winner Russia” (på engelska). Sport Statistics. Arkiverad från originalet den 23 juni 2015. https://web.archive.org/web/20150623143657/http://todor66.com/volleyball/Europe/Women_1997.html. Läst 29 juni 2015.